# Rick Pitino
Richard Andrew Pitino, detto Rick (New York, 18 settembre 1952), è un allenatore di pallacanestro, dirigente sportivo ed ex cestista statunitense, attivo sia a livello NCAA che NBA.

## Biografia
Dal 2013 fa parte del Naismith Memorial Basketball Hall of Fame. Dopo la vittoria del campionato NCAA da parte della sua squadra, si è fatto tatuare il logo della squadra con scritto "2013 NCAA Champions" e il record della squadra (35-5). Coinvolto nello scandalo NCAA del 2017, è stato conseguentemente licenziato dalla dirigenza di Louisville. Suo figlio, Richard William Pitino, è anch'egli allenatore.

## Statistiche

### Allenatore
| Stagione | Squadra        | Regular Season | Regular Season | Regular Season | Regular Season | Regular Season          | Post Season                                             |
| Stagione | Squadra        | V              | P              | % V            | G              | Posizione finale        | Post Season                                             |
| -------- | -------------- | -------------- | -------------- | -------------- | -------------- | ----------------------- | ------------------------------------------------------- |
| 1987-88  | N.Y. Knicks    | 38             | 44             | 46,3           | 82             | 2º in Atlantic Division | Sconfitto al Primo Round dai Celtics (1-3)              |
| 1988-89  | N.Y. Knicks    | 52             | 30             | 63,4           | 82             | 1º in Atlantic Division | Sconfitto alle Semifinali di Conference dai Bulls (2-4) |
| 1997-98  | Boston Celtics | 36             | 46             | 43,9           | 82             | 6º in Atlantic Division | Manca i Playoffs                                        |
| 1998-99  | Boston Celtics | 19             | 31             | 38,0           | 50             | 5º in Atlantic Division | Manca i Playoffs                                        |
| 1999-00  | Boston Celtics | 35             | 47             | 42,7           | 82             | 5º in Atlantic Division | Manca i Playoffs                                        |
| 2000-01  | Boston Celtics | 12             | 22             | 35,3           | 34             | -                       | -                                                       |
|          | Carriera       | 192            | 220            | 46,6           | 412            |                         |                                                         |

## Palmares
- Campione NCAA (1996, 2013)
- Campionato greco: 2

Panathinaikos: 2018-19, 2019-20
- Coppa di Grecia: 1

Panathinaikos: 2018-19